# فرق (روستا)
 فرق  (در عربی:  اَلفَرق )
نام روستایی است در دهستان فَروَة از توابع استان صَعده در کشور یمن در شبه جزیره عربستان.

## جمعیت
جمعیت آن (۱۱۱ ) نفر (۹ خانوار) می‌باشد.